# Powrót czarodziejów: Alex kontra Alex
Powrót czarodziejów: Alex kontra Alex (ang. The Wizards Return: Alex vs. Alex) – specjalny odcinek kończący Czarodziejów z Waverly Place w reżyserii Victora Gonzaleza.
Premiera w Stanach Zjednoczonych odbyła się 15 marca 2013, zaś w Polsce 25 maja tego samego roku.

## Fabuła
Rodzina Russo przenosi się do Toskanii we Włoszech, aby spotkać swoich dawno niewidzianych krewnych. Alex próbuje udowodnić rodzicom, że jest kimś więcej niż tylko beztroską czarodziejką i przez przypadek rzuca zaklęcie, które tworzy dwie Alex: dobrą i złą. Kiedy zła Alex zostaje wciągnięta w plan czarującego magika, chcącego podbić cały świat, dobra Alex musi znaleźć sposób, aby uratować swoją rodzinę i całą ludzkość. Wkrótce odbywa się wielka bitwa między dwiema wersjami Alex na szczycie wieży w Pizie.

## Obsada
- Selena Gomez – Alex Russo
- Jake T. Austin – Max Russo
- Maria Canals Barrera – Theresa Russo
- David DeLuise – Jerry Russo
- Jennifer Stone – Harper Finkle
- Gregg Sulkin – Mason

## Wersja polska
Wersja polska: SDI Media Polska
Reżyseria: Wojciech Paszkowski
Dialogi: Piotr Radziwiłowicz
Wystąpili:
- Anna Wodzyńska – Alex Russo
- Karol Osentowski – Max Russo
- Jarosław Boberek – Jerry Russo
- Anna Gajewska – Theresa Russo
- Monika Węgiel – Harper
- Jakub Molęda – Mason Greyback
- Ewa Kania – Carmela
- Anna Sztejner – Sądny kamień 1
- Jakub Szydłowski – Sądny kamień 2
- Wojciech Paszkowski – Sądny kamień 3
- Adam Fidusiewicz – Dominic
- Magda Kusa
- Olaf Marchwicki
- Artur Kaczmarski
- Michalina Olszańska

Lektor tytułu: Artur Kaczmarski